# Людовик XIII и Ришельё
«Людовик XIII и Ришельё» (фр. Louis XIII et Richelieu) — исторический очерк французского писателя Александра Дюма-отца, впервые опубликованный в 1855 году в парижском издательстве Cadot и ставший частью цикла «Великие люди в домашнем халате». Рассказывает об эпохе правления короля Людовика XIII (1610—1643) и его первого министра кардинала Ришельё (1624—1642), делая основной упор на интимной жизни этих деятелей. 
Автор почерпнул материал в ряде мемуарных источников — в первую очередь в «Занимательных историях» Таллемана де Рео. Он пересказывает множество анекдотов на незначимые темы и недостоверных историй — в частности, о том, что Ришельё пытался сделать Анну Австрийскую своей любовницей и что его действия против Бекингема были вызваны ревностью. Следуя за своими источниками, Дюма даёт и королю, и его первому министру нелестные характеристики как людям жестоким, эгоистичным и ограниченным. Специалисты высоко оценивают отдельные части очерка — в том числе сцену убийства Кончини.